# Nasu (Manga)
Nasu (japanisch 茄子, dt. „Aubergine“) ist eine Manga-Serie des japanischen Zeichners Iō Kuroda. Sie besteht aus mehreren Kurzgeschichten, die sich alle – manche mehr, manche weniger – um Auberginen drehen.

## Inhalt
Die Serie enthält eine Sammlung von Geschichte, die alle einen Bezug zu Auberginen haben. Die Figuren kehren wieder, haben aber nicht alle miteinander zu tun. Das Mädchen Aya Takahashi verlässt ihre Familie, um in die Stadt zu ziehen. Später zieht sie aufs Land zurück und lernt den Bauern Takama kennen. Ein Samurai in der Edo-Zeit macht sich auf die Suche nach verbotenen Auberginen. Andere Geschichten spielen auf einem futuristischen Fuji, erzählen von einem Trucker oder von einem spanischen Radrennfahrer Pepe Benengeli.

## Veröffentlichung
Nasu erschien in Japan von 2000 bis 2002 im Manga-Magazin Afternoon. Der Kodansha-Verlag verlegte die dort veröffentlichten Einzelkapitel auch in drei Sammelbänden. In Frankreich wurde Nasu komplett bei Casterman veröffentlicht. Eine chinesische Fassung erschien bei Taiwan Tohan.

## Verfilmung als Anime
Die Kurzgeschichte um den Radrennfahrer Pepe Bemengili, der an einem spanischen Radrennen teilnimmt, wurde 2003 als Anime verfilmt. Der 45-minütige Kinofilm Nasu: Andalusia no Natsu (茄子 アンダルシアの夏, Nasu: Andarushia no Natsu, dt. „Auberginen: Andalusischer Sommer“) war der erste Anime, der bei den Filmfestspielen von Cannes gezeigt wurde. Der Film erschien am 17. September 2008 auf Deutsch als Nasu – Sommer in Andalusien als auf 999 Exemplare limitierte Fassung bei Nipponart.
2007 erschien die Fortsetzung Nasu: Suitcase no Wataridori (茄子 スーツケースの渡り鳥, Nasu: Sūtsukēsu no Wataridori, dt. „Auberginen: Koffer-Zugvogel“) als Original Video Animation. Sie entstand, wie der Kinofilm, bei Studio Madhouse und unter der Regie von Kitaro Kōsaka.